# 467 aC
L'any 467 aC va ser un any del calendari romà prejulià. Durant la República Romana es coneixia com l'Any del consolat de Mamerc i Vibulà, o de vegades, any 287 Ab urbe condita o de la fundació de Roma. La denominació 467 aC per a aquest any s'ha emprat des de l'edat mitjana, quan el calendari Anno Domini va ser el mètode més usat a Europa per a anomenar els anys.

## Esdeveniments

### Antiga Grècia
- Èsquil escriu la tragèdia Els set contra Tebes, que guanya un premi a les Dionísies d'aquell any.[2]
- Data probable de la victòria de la Lliga de Delos contra l'Imperi Aquemènida en la batalla de l'Eurimedont.[3]

#### República Romana
- Tiberi Emili Mamerc i Quint Fabi Vibulà són elegits cònsols. Els cònsols van donar suport als patricis contra els tribuns de la plebs. Van proposar l'establiment d'una colònia romana a Antium conquerida pels romans el 468 aC com a mesura de compromís amb els plebeus. Van lluitar contra els eqües, que van demanar la pau i els va ser concedida. Però la pau es va trencar al cap de poc i Fabi Vibulà va fer incursions a territori llatí.[4]
- Leòfron, fill d'Anaxilau, pren possessió del govern de Règion com a tirà.[5]

### Temàtiques

#### Astronomia
- Es visualitza i es documenta per primer cop el Cometa de Halley a la Xina.[6]

## Naixements
- Andòcides, un dels deu oradors àtics.[7]